# Leon (Euson)
Leon is een single van Euson. Het is afkomstig van zijn album Life is on my side. Dat album werd bijna geheel gevuld met covers. Bijdragen kwamen van onder meer Kris Kristofferson en Neil Sedaka. Leon, over een verloren gegane vriendschap, is geschreven door Phillip Goodhand-Tait van zijn album Songfall. Leon is een van de vijf hits die Euson scoorde in Nederland (geen in België).

## Hitnotering

### Nederlandse Top 40
| Hitnotering: week 16 t/m 23 in 1974 | Hitnotering: week 16 t/m 23 in 1974 | Hitnotering: week 16 t/m 23 in 1974 | Hitnotering: week 16 t/m 23 in 1974 | Hitnotering: week 16 t/m 23 in 1974 | Hitnotering: week 16 t/m 23 in 1974 | Hitnotering: week 16 t/m 23 in 1974 | Hitnotering: week 16 t/m 23 in 1974 | Hitnotering: week 16 t/m 23 in 1974 | Hitnotering: week 16 t/m 23 in 1974 |
| Week:                               | 1                                   | 2                                   | 3                                   | 4                                   | 5                                   | 6                                   | 7                                   | 8                                   |                                     |
| ----------------------------------- | ----------------------------------- | ----------------------------------- | ----------------------------------- | ----------------------------------- | ----------------------------------- | ----------------------------------- | ----------------------------------- | ----------------------------------- | ----------------------------------- |
| Positie:                            | 38                                  | 24                                  | 21                                  | 17                                  | 14                                  | 15                                  | 32                                  | 36                                  | uit                                 |

### NederlandseDaverende 30
| Hitnotering: 27-4-1974 t/m 31-5-1974 | Hitnotering: 27-4-1974 t/m 31-5-1974 | Hitnotering: 27-4-1974 t/m 31-5-1974 | Hitnotering: 27-4-1974 t/m 31-5-1974 | Hitnotering: 27-4-1974 t/m 31-5-1974 | Hitnotering: 27-4-1974 t/m 31-5-1974 | Hitnotering: 27-4-1974 t/m 31-5-1974 |
| Week:                                | 1                                    | 2                                    | 3                                    | 4                                    | 5                                    |                                      |
| ------------------------------------ | ------------------------------------ | ------------------------------------ | ------------------------------------ | ------------------------------------ | ------------------------------------ | ------------------------------------ |
| Positie:                             | 23                                   | 19                                   | 17                                   | 18                                   | 20                                   | uit                                  |